# Oreopsyche fulminella
Oreopsyche fulminella är en fjärilsart som beskrevs av Pierre Millière 1866. Oreopsyche fulminella ingår i släktet Oreopsyche och familjen säckspinnare. Inga underarter finns listade i Catalogue of Life.